# Lucia (geslacht)
Lucia is een geslacht van vlinders van de familie Lycaenidae, uit de onderfamilie Theclinae.

## Soorten
- L. aurifer (Blanchard, 1853)
- L. brunnea Kirby, 1887
- L. dilama Moore, 1878
- L. discoidea Leech
- L. emperanus Snellen, 1872
- L. fangola Kheil, 1884
- L. limbaria Swainson, 1833
- L. lucanus (Fabricius, 1793)
- L. pharnus Felder, 1860
- L. substrigata Snellen, 1878